# Dar Salim
Pour les articles homonymes, voir Salim.
Dar Salim, né le 18 août 1977, à Bagdad (Irak), est un acteur danois.

## Biographie
Dar Salim est né le 18 août 1977, à Bagdad (Irak).
Il arrive à l'âge de 6 ans au Danemark, sur l'île d'Amager.

## Filmographie

### Cinéma

#### Longs métrages
- 2006 : Forestillingen om et ukompliceret liv med en mand d'Ib Kastrup et Jørgen Kastrup : Le chauffeur de taxi
- 2008 : Gå med fred Jamil - Ma salama Jamil d'Omar Shargawi : Jamil
- 2010 : Submarino de Thomas Vinterberg : Goran
- 2010 : Sandheden om mænd de Nikolaj Arcel : Christian
- 2010 : Min bedste fjende d'Oliver Ussing : Le professeur de sport
- 2010 : Smukke mennesker de Mikkel Munch-Fals : Le psychologue
- 2011 : The Devil's Double de Lee Tamahori : Azzam
- 2011 : Frit fald d'Heidi Maria Faisst : Hans
- 2011 : Magi i luften de Simon Staho : Benny
- 2012 : Hijacking (Kapringen) de Tobias Lindholm : Lars Vestergaard
- 2013 : Det andet liv de Jonas Elmer : Mikael
- 2014 : Exodus: Gods and Kings de Ridley Scott : Commandant Khyan
- 2014 : Honig im Kopf de Til Schweiger : Kellner
- 2014 : Familien Jul de Carsten Rudolf : L'inspecteur de l'école
- 2015 : A War (Krigen) de Tobias Lindholm : Najib Bisma
- 2015 : Macho Man de Christof Wahl : Cem Denizoglu
- 2015 : Iqbal & den hemmelige opskrift de Tilde Harkamp : Oncle Rafiq
- 2016 : Walk with Me (De Standhaftige) de Lisa Ohlin : Sami
- 2016 : Iqbal & superchippen d'Oliver Zahle : Oncle Rafiq
- 2017 : Darkland (Underverden) de Fenar Ahmad : Zaid
- 2017 : Lommbock de Christian Zübert : Jahre Bau
- 2017 : Agatha, ma voisine détective (Nabospionen) de Karla von Bengtson : Vincents Far (voix)
- 2018 : Iqbal & den indiske juvel d'Oliver Zahle : Oncle Rafiq
- 2018 : Til vi falder de Samanou Acheche Sahlstrøm : Adam
- 2019 : Selvhenter de Magnus Millang : Lui-même
- 2020 : L'informateur (Curveball) de Johannes Naber : Rafid Alwan
- 2022 : Black Crab d'Adam Berg : Malik
- 2022 : Amour entre adultes (Kærlighed for voksne) de Barbara Rothenborg : Christian
- 2023 : The Covenant de Guy Ritchie : Ahmed
- 2023 : Darkland Undercover (Underverden II) de Fenar Ahmad : Zaid
- 2024 : Sons (Vogter) de Gustav Möller : Rami

#### Courts métrages
- 2011: Karim d'Ulaa Salim : L'homme au téléphone (voix)
- 2013 : Escort de Jonas Grum Theilby Thomsen : Alex
- 2014 : Alt går etter planen de Magne Pettersen : Le ministre de la justice / Un terroriste
- 2014 : Void de Milad Alami et Aygul Bakanova : Amir
- 2021 : Yndlingsdatter de Susi Haaning : Le père (voix)

### Télévision

#### Séries télévisées
- 2003 : Forsvar : Le chauffeur de taxi
- 2009 : The Protectors (Livvagterne) : Ammar Hayat
- 2009 : 2900 Happiness : Un pilote
- 2010 - 2011 : Borgen, une femme au pouvoir (Borgen) : Amir Diwan
- 2011 : Game of Thrones : Qotho
- 2013 : Bron (Broen) : Peter Thaulou
- 2013 - 2016 : Dicte (en) : Bo Skytte
- 2014 / 2021 / 2023 : Tatort : Hassan Nidal / Mads Andersen
- 2015 : American Odyssey : Omar
- 2016 - 2018 : Spring Tide : Abbas El Fassi
- 2017 : Below the Surface (Gidseltagningen) : Adel
- 2018 : L'Ancien Combat (Kriger) : Chadi Caeili
- 2018 - 2019 : Trapped (Ófærð) : Jamal Al Othman
- 2019 : Deliver Us (Fred til lands) : Milad
- 2021 : Face to Face (Forhøret) : CC
- 2022 : Boys : Mikael
- 2024 : The Gentlemen : Felix

#### Téléfilm
- 2016 : Spuren der Rache de Nikolai Müllerschön : Hassan

## Nominations
- 2008 : Bodil du meilleur acteur pour Go With Peace, Jamil
- 2017 : Bodil du meilleur acteur pour Darkland